# Atlas Air
Atlas Air, Inc. es una aerolínea de carga y de vuelos chárter para pasajeros con sede en Purchase, Nueva York. Opera vuelos regulares de transporte de mercancías a 101 ciudades en 46 países. Su aeropuerto principal es el aeropuerto Internacional de Miami, con hubs en el aeropuerto Internacional John F. Kennedy, en el aeropuerto Internacional de Los Ángeles, en el aeropuerto internacional de Cincinnati, en el aeropuerto Internacional de Anchorage, en el aeropuerto Intercontinental George Bush y en el aeropuerto Internacional de Huntsville. La empresa matriz es Atlas Air Worldwide Holdings, Inc.

## Servicio de pasajeros
En octubre de 2009, Atlas Air fue seleccionada para operar un servicio chárter privado de pasajeros, subcontratado para la Asociación de Energía de Estados Unidos y África (USAEA). El acuerdo para operar el servicio se alcanzó con SonAir (Serviço Aéreo, SA), que actuó como agente de la USAEA.
Este nuevo servicio es operado con dos aviones Boeing 747-400 personalizados, proporcionados por la empresa matriz de SonAir. Los aviones tiene una configuración de tres clases para servir a 189 pasajeros.
El servicio chárter, que ha llegado a conocerse como "Houston express", incluye tres vuelos semanales sin escalas entre Houston y Luanda, Angola. Aunque no está disponible al público, se ofrece a los miembros de USAEA transporte prémium sin escalas a África Occidental.

## Destinos
Tanto Atlas Air como Polar Air Cargo transportan mercancías a varios países, incluyendo destinos en toda Europa, Asia, África, Australia y el Pacífico, así como a Hispanoamérica . Los destinos específicos varían debido a las cambiantes necesidades de los clientes y las tendencias de la temporada.

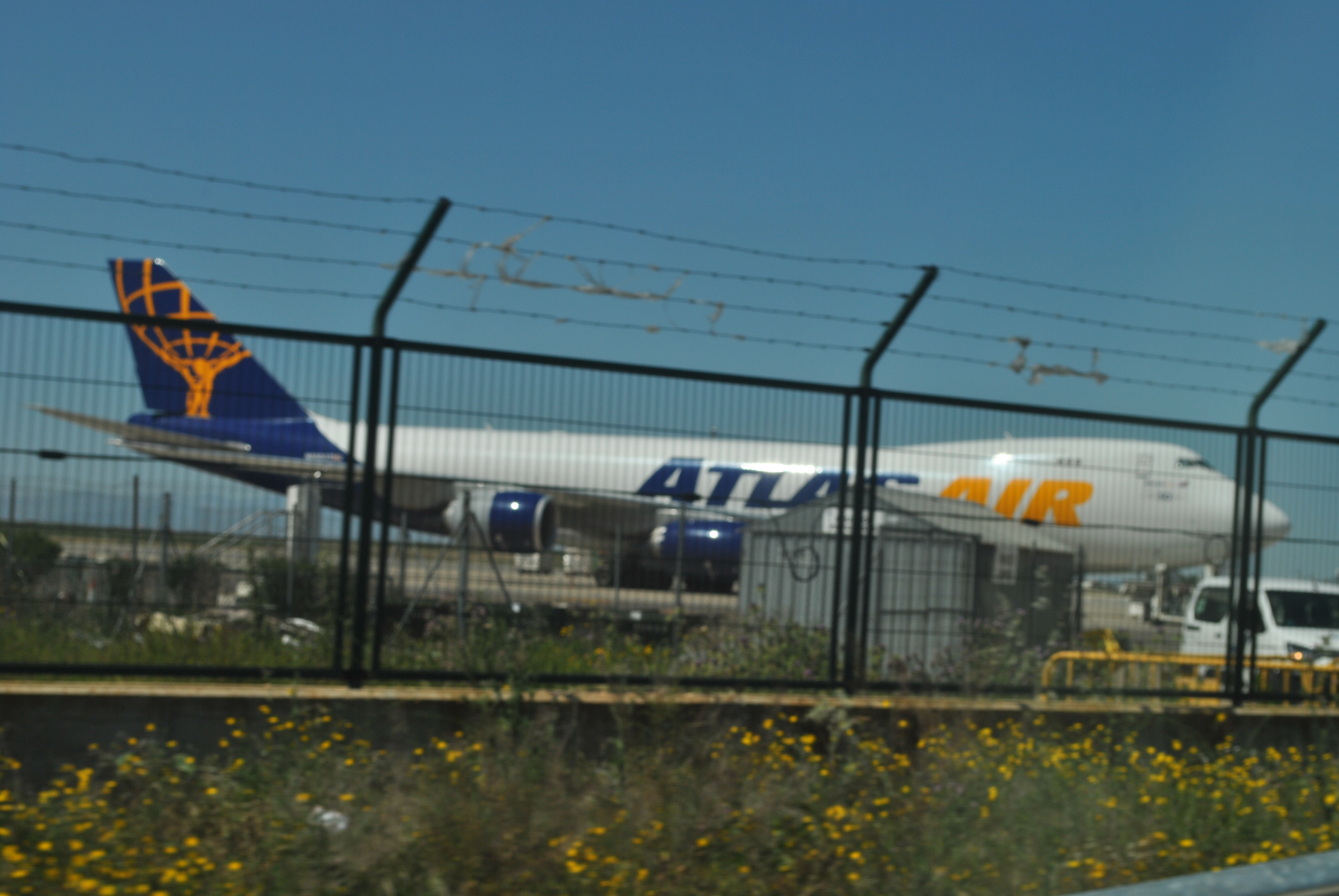
747-8F Estacionado en el aeropuerto de Zaragoza-Aragón-España de la aerolínea Atlas Air

## Flota

### Flota Actual

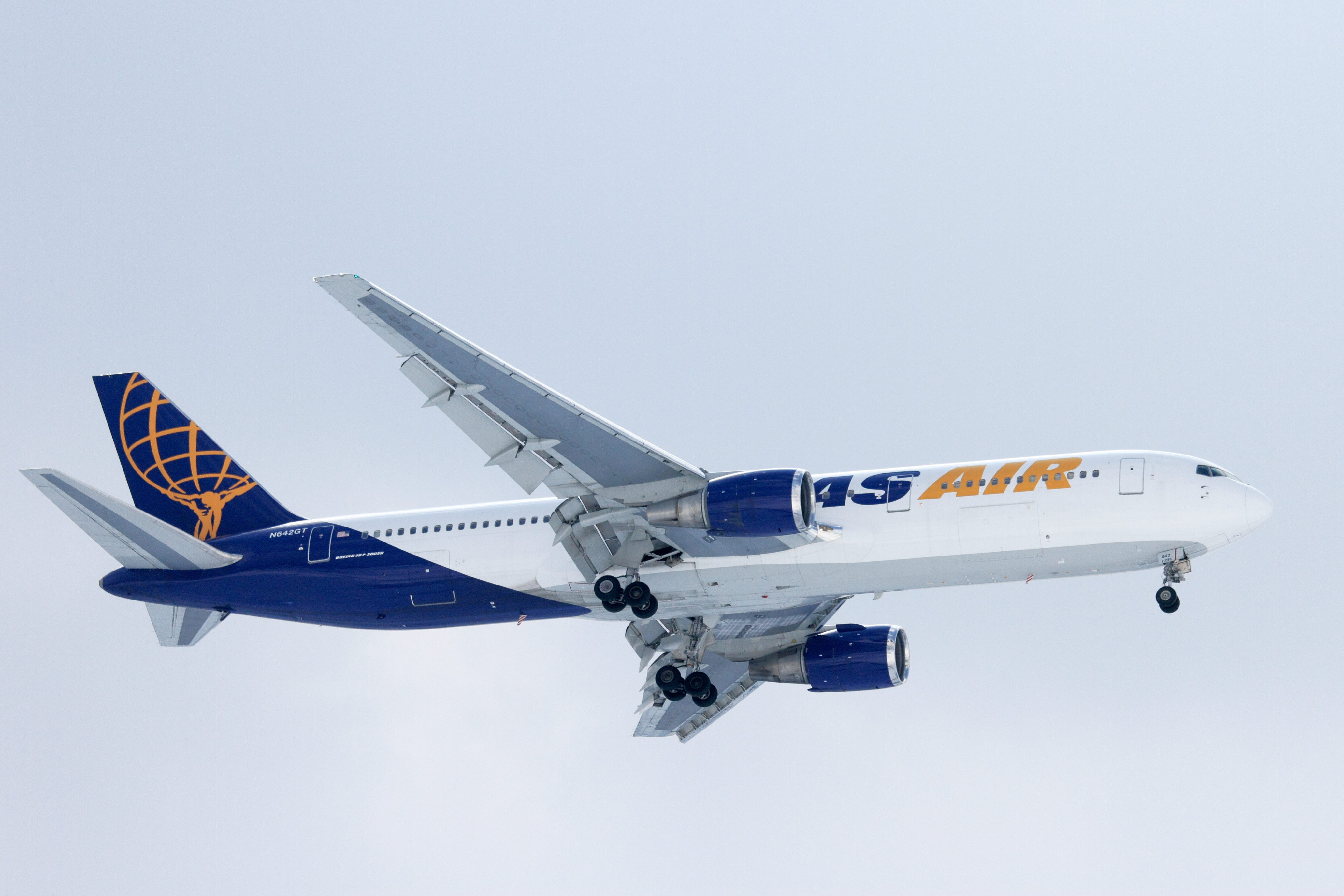
Boeing 767-300ER de Atlas Air

La flota de Atlas Air se compone a abril de 2024 de las siguientes aeronaves, con una edad media de 22,5 años:

## Incidentes y accidentes
- A principios de 2010, un avión de Atlas Air estuvo involucrado en un incidente de seguridad y mantenimiento. En febrero, la cubierta de una parte de los flaps en un Boeing 747 se desprendió de una aeronave que estaba aterrizando en Miami, Florida. El 17 de mayo, se produjo un incidente similar, en este caso, parte de los flaps en el ala derecha de un Boeing 747 se separaron de la aeronave. Debido a las presuntas prácticas de mantenimiento inadecuadas, el 5 de mayo la Administración Federal de Aviación de Estados Unidos multó a la aerolínea con aproximadamente 500 000 dólares. La aerolínea está luchando contra las acusaciones.[9]

- El 23 de febrero de 2019 el Vuelo 3591 de Atlas Air se estrelló muriendo sus 3 ocupantes.

- El 1 de noviembre de 2019 un vuelo chárter procedente de Riad, Arabia Saudita con destino a Buffalo, Nueva York, tuvo un retraso de varias horas debido a problemas técnicos en el avión (747). Este vuelo llevaba a varios luchadores y ejecutivos de la WWE que acababan de tener un evento en Riad.[10]